# Ajjihalli, Channagiri
Ajjihalli là một làng thuộc tehsil Channagiri, huyện Davanagere, bang Karnataka, Ấn Độ.